# Imre Németh (pisarz)
Imre Németh (ur. 12 czerwca 1893 w Kőszeg, zm. 1970 w Budapeszcie) – węgierski pisarz, autor powieści historyczno-podróżniczych dla młodzieży. Studiował na politechnice w Budapeszcie. Pracował jako dziennikarz. W czasie II wojny światowej walczył w ruchu oporu. Pierwszą powieść napisał w 1953.

## Wybrane utwory
- Őserdők mélyén (1953, pl. W głębi dżungli, 1956)